# Cicely Hamilton
Cicely Mary Hamilton (née Hammill; Londen, 15 juni 1872 - 6 december 1952) was een Brits actrice, schrijfster, journalist, suffragette en feministe, die deel uitmaakte van de strijd voor vrouwenkiesrecht in het Verenigd Koninkrijk. Ze is nu vooral bekend van het feministische toneelstuk How the Vote was Won, waarin een mannelijke anti-suffragist van gedachten verandert wanneer de vrouwen in zijn leven gaan staken. Ze was ook de auteur van een van de meest opgevoerde kiesrechtspelen, A Pageant of Great Women (1909), waarin het personage Jane Austen een van de 'geleerde vrouwen' was.

## Biografie
Cicely Hammill werd in 1872 geboren in Paddington, Londen als oudste van de vier kinderen van Maude Mary en Denzil Hammil. Ze volgde opleidingen in Malvern (Worcestershire) en in Bad Homburg vor der Höhe, Duitsland. Hammill werd opgevoed door pleegouders nadat haar moeder vermist geraakte. Na een korte periode van lesgeven trad ze toe tot een reizend toneelgezelschap. Ze nam het pseudoniem "Cicely Hamilton" aan uit overweging voor haar familie. Daarna schreef ze drama, inclusief feministische thema's, en genoot ze van een periode van succes in het commerciële theater. Hamilton werd onder andere geprezen om haar acteerwerk in een uitvoering van Fanny's First Play van George Bernard Shaw.
In 1908 richtten zij en Bessie Hatton de Women Writers' Suffrage League op. Deze vereniging groeide uit tot ongeveer 400 leden, waaronder Ivy Compton-Burnett, Sarah Grand, Violet Hunt, Marie Belloc Lowndes, Alice Meynell, Olive Schreiner, Evelyn Sharp, May Sinclair en Margaret L. Woods. De vereniging schreef campagneliteratuur, geschreven door onder meer Sinclair en rekruteerde ook veel prominente mannelijke aanhangers.
Hamilton leverde de tekst van The March of the Women, het lied dat Ethel Smyth in 1910 componeerde voor de Women's Social and Political Union, en dat voor het eerst werd uitgevoerd in een At Home in Suffolk Street Galleries, Pall Mall om de vrijlating van vrouwen die op Black Friday met geweld waren gearresteerd, te vieren.
In de dagen voor de radio was een effectieve manier om een boodschap aan de samenleving te brengen en te laten bespreken, het produceren van korte toneelstukken die door het hele land konden konden worden opgevoerd. Zo ontstonden de "kiesrechtdrama's". Votes for Women van Elizabeth Robins en How the Vote Was Won van Cicely Hamilton en Christopher St. John zijn twee belangrijke voorbeelden van het genre. Hamilton schreef ook A Pageant of Great Women, een zeer succesvol toneelstuk over vrouwenkiesrecht, gebaseerd op de ideeën van haar vriendin, theaterregisseur Edith Craig. Hamilton speelde 'Woman' terwijl Craig de schilderes Rosa Bonheur speelde een van de ongeveer vijftig belangrijke vrouwen in het stuk. Lena Connell's foto's van de belangrijkste spelers werden verkocht om de verkiezingszaak te steunen en Connell exposeerde de foto's in de Royal Photographic Society in 1910-1911. Het toneelstuk werd van 1909 tot de Eerste Wereldoorlog overal in Groot-Brittannië vertoond. Hamilton was lid van Craigs theatervereniging, de Pioneer Players. Haar toneelstuk Jack and Jill and a Friend was een van de drie toneelstukken in de eerste productie van de Pioneer Players in mei 1911. 
Tijdens de Eerste Wereldoorlog werkte Hamilton aanvankelijk in de organisatie van de verpleegkundige zorg, bij de Scottish Women's ambulancedienst nabij Parijs en sloot zich vervolgens aan bij het leger. Later vormde ze een "repertoirecompagnie" om de troepen te vermaken. Na de oorlog schreef ze als freelance journalist, vooral over geboortebeperking, en was ze persvoorlichter voor de Internationale Kiesrechtconferentie van Genève en als toneelschrijver voor de Birmingham Repertory Company. Toen de Lena Ashwell Players Ltd in 1923 werd opgericht, was Hamilton een van de regisseurs. De andere drie waren Lena Ashwell, Esme Church en Marion Fawcett, de theatermanagers van het gezelschap. Hamilton leverde regelmatig bijdragen aan het tijdschrift Time and Tide en was een actief lid van de feministische Six Point Group, die campagne voerde voor de rechten van kinderen, weduwen en ongehuwde moeders, gelijke voogdij over kinderen en gelijke verloning in het onderwijs en bij de overheid. In 1938 kreeg ze een Civil List pension. 
Theodore Savage (1922) van Hamilton is een sciencefictionroman over een Groot-Brittannië dat verwoest is door een oorlog. Hamilton's autobiografie Life Errant werd gepubliceerd in 1935. Ze overleed in Chelsea in 1952.
In juli 2017 organiseerde het Finborough Theatre de eerste Londense productie van Hamilton's toneelstuk Just to Get Married in meer dan 100 jaar. Het kreeg positieve recensies van onder andere The Times, The Observer, The Evening Standard en The New York Times.

## Werken

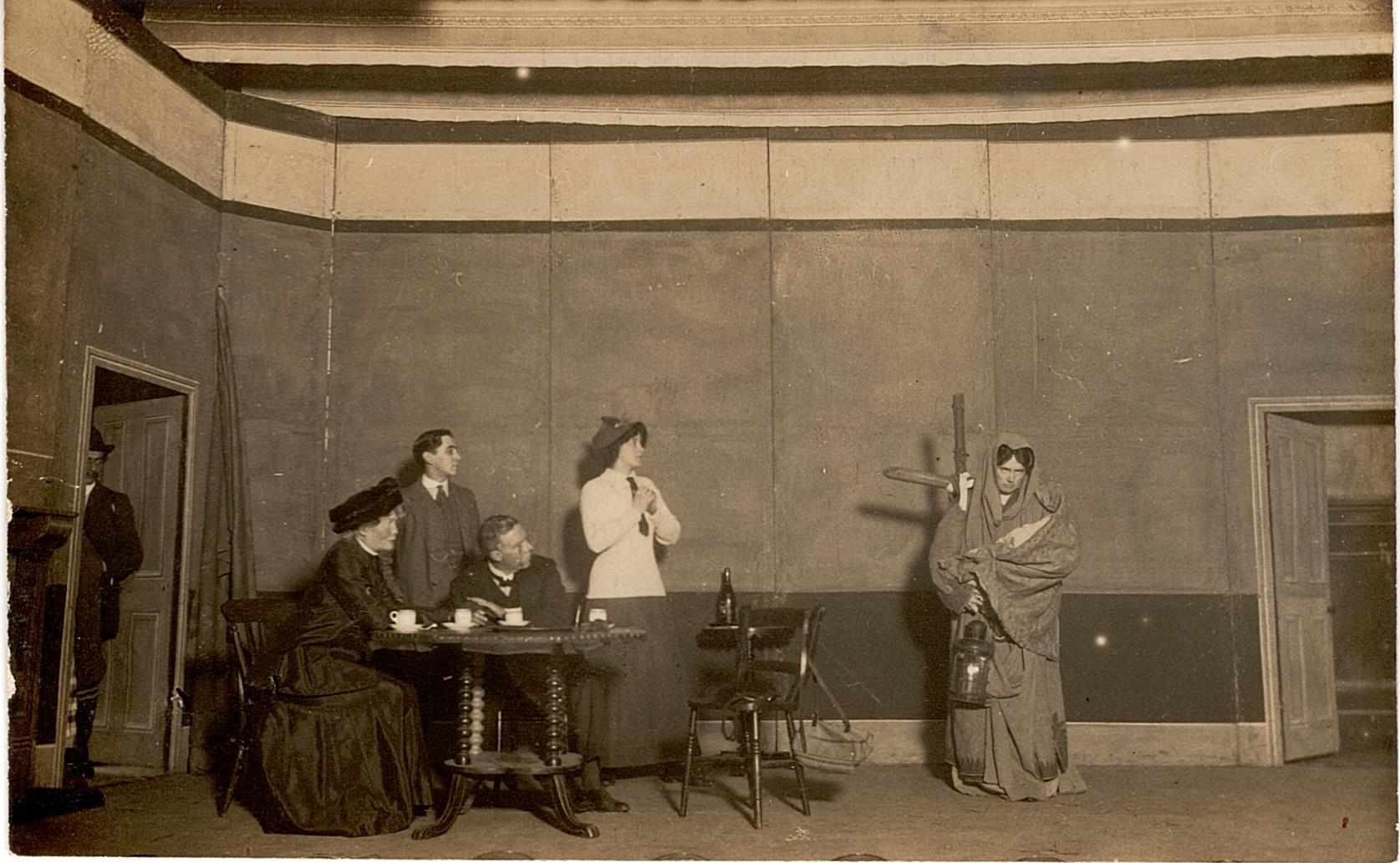
(waarschijnlijk) het toneelstuk A Pageant of Great Women door de Actresses' Franchise League.

- The Traveller Returns (1906, toneelstuk)
- Diana of Dobson's (1908, boek en toneelstuk)
- Women's Votes (1908)
- Marriage as a Trade (1909)
- How the Vote was Won (1909, kort verhaal) (door Christabel Marshall omgezet naar toneelstuk)
- A Pageant of Great Women (1909, toneelstuk)
- Just to Get Married (1911, toneelstuk)
- Jack and Jill and a Friend (1911, toneelstuk)
- Lady Noggs (1912, toneelstuk)
- William - an Englishman (1919, boek) (heruitgegeven door Persephone Books in 1999)
- The Child in Flanders: A Nativity Play (1922)
- Theodore Savage: A Story of the Past or the Future (1922)
- The Old Adam (1924, toneelstuk)
- Non-Combatant (1924)
- The Human Factor (1925)
- The Old Vic (1926, samen met Lilian Baylis)
- Lest Ye Die (1928)
- Modern Germanies, as seen by an Englishwoman (1931)
- Modern Italy, as seen by an Englishwoman (1932)
- Modern France, as seen by an Englishwoman (1933)
- Little Arthur's History of the Twentieth Century (1933)
- Modern Russia, as seen by an Englishwoman (1934)
- Modern Austria, as seen by an Englishwoman (1935)
- Life Errant (1935, autobiografie)
- Modern Ireland, as seen by an Englishwoman (1936)
- Modern Scotland, as seen by an Englishwoman (1937)
- Modern England, as seen by an Englishwoman (1938)
- Modern Sweden, as seen by an Englishwoman (1939)
- The Englishwoman (1940)
- Lament for Democracy (1940)
- The Beggar Prince (1944, toneelstuk)
- Holland To-day (1950)

- Bibsys: 90535817
- Bibliothèque nationale de France: cb110655155 (data)
- CiNii: DA02323485
- Gemeinsame Normdatei: 11897484X
- International Standard Name Identifier: 0000 0001 1646 3948
- Library of Congress Control Number: n81127746
- MusicBrainz: c3312d88-5327-4e1f-997d-c816118e89fb
- Bibliotheek van het Japanse parlement: 001145682
- Nationale Bibliotheek van Tsjechië: vse2015885953
- Nationale bibliotheek van Australië: 36200272
- Nationale Bibliotheek van Israël: 987007270896605171
- Nationale Bibliotheek van Polen: a0000002110301
- Nederlandse Thesaurus van Auteursnamen: 069918619
- Réseau des bibliothèques de Suisse occidentale: 02-A013231752
- SNAC: w6572gqr
- Système universitaire de documentation: 158440307
- Trove: 1228072
- Virtual International Authority File: 54947993
- WorldCat: E39PBJwHfm39BQWb9Wfy684wmd